# Rui Rio
Rui Fernando da Silva Rio GCIH (Porto, 6 de agosto de 1957) é um economista e político português. Foi Presidente da Câmara Municipal do Porto de 2002 a 2013 e Presidente do Partido Social Democrata, de 2018 a 2022.

## Carreira académica
Estudou no Colégio Alemão do Porto (Deutsche Schule zu Porto) e licenciou-se em Economia, na Faculdade de Economia da Universidade do Porto, onde foi membro do Conselho Pedagógico e presidente da Associação de Estudantes. A sua direção constituiu, desde sempre, a primeira associação de estudantes de uma Faculdade de Economia do País sem maioria comunista.

## Vida profissional
Como economista, iniciou a sua vida profissional na indústria têxtil, tendo, após o cumprimento do serviço militar obrigatório, trabalhado também na indústria metalomecânica. 
Em meados da década de 1980, iniciou o seu percurso no setor bancário. Como quadro do Banco Comercial Português, foi responsável pela montagem de operações de financiamento no mercado primário, pelo processo de admissão à cotação nas Bolsas de Valores, pelo estudo e conceção de novos produtos financeiros e pela formação dos recursos humanos na área de Mercado de Capitais. 
Foi ainda diretor financeiro da fábrica de tintas CIN, com especial responsabilidade na relação da empresa com o Mercado de Capitais.
Exerceu os cargos de vogal do Conselho Fiscal da Caixa Geral de Depósitos (CGD), de administrador não-executivo da empresa Metro do Porto e de Chairman da 32 Senses SGPS.
Depois de ter interrompido a sua atividade como economista durante o período em que esteve profissionalmente ativo na política, em março de 2014 assumiu funções na Boyden - Executive Search e na Neves de Almeida | HR Consulting, empresas da área de gestão de recursos humanos. 
Antes disso, e desde janeiro de 2014, já havia retomado a sua atividade no Millennium BCP, passando a integrar o Comité de Investimentos do Millennium Fundo de Capitalização, ainda que o seja como membro independente e não executivo.
Foi vice-presidente da Assembleia-Geral da Ordem dos Técnicos Oficiais de Contas, de 1998 a 2018.
Foi Presidente da Mesa da Secção Regional do Norte da Ordem dos Economistas.

## Carreira política
Rui Rio entrou na política através da Juventude Social Democrata, onde foi vice-presidente da Comissão Política Nacional, entre 1982 e 1984. 
Aos 18 anos aderiu também ao Partido Social-Democrata. Nesta estrutura, entre 1996 e 1997 foi secretário-geral da respetiva Comissão Política Nacional, com Marcelo Rebelo de Sousa como presidente. De 2002 a 2005, foi vice-presidente, sendo líderes Durão Barroso e, subsequentemente, Pedro Santana Lopes. Repetiria o cargo, entre 2008 e 2010, com Manuela Ferreira Leite. 
Rio foi eleito deputado à Assembleia da República, pelo Círculo do Porto, nas legislaturas iniciadas em 1991, 1995 e 1999, abandonando nesta última o mandato de deputado após ser eleito Presidente da Câmara Municipal do Porto, nas eleições autárquicas de 2001. Foi ainda vice-presidente do Grupo Parlamentar do PSD e seu porta-voz para as questões económicas.
Depois de ter conquistado a maioria relativa nas autárquicas de 2001, Rio foi reeleito presidente da Câmara Municipal do Porto, com maioria absoluta em 2005, contra Francisco Assis, e em 2009, contra Elisa Ferreira. Terminou o seu terceiro e último mandato em 22 de outubro de 2013, tendo sido, até esta data, o autarca que, na história da cidade, durante mais tempo presidiu aos seus destinos. 
Foi ainda administrador não-executivo da Metro do Porto, de 2002 a 2010. 
Paralelamente, durante oito anos (2005-2013), presidiu também à Junta Metropolitana do Porto, o que, até esta data, constitui igualmente o período máximo de tempo no desempenho desse cargo. 
Foi, finalmente, presidente do Eixo Atlântico do Noroeste Peninsular, entre 2003 e 2005.
Publicou Política In Situ (2002) e Análise à Distribuição Regional do Investimento Público (1999), colaborou nos jornais O Comércio do Porto, Público e Diário Económico. Foi distinguido com o Prémio Personalidade Marketing Cidades e Regiões 2004 e, em 2005, com o Prémio Alfredo César Torres. Em 2012, ganhou o Prémio Carreira da Faculdade de Economia da Universidade do Porto.
Em 2014, foi publicada a sua biografia da autoria de Mário Jorge de Carvalho, intitulada Rui Rio - de Corpo Inteiro. Um ano mais tarde, em 2015, foi publicado o livro Rui Rio - Raizes de Aço, da autoria de Carlos Mota Cardoso. 
A 10 de junho de 2006, foi agraciado pelo Presidente da República com a Grã-Cruz da Ordem do Infante D. Henrique. Foi também distinguido por Sua Santidade, o Papa Bento XVI, com a Grã-Cruz da Ordem de S. Gregório Magno, e pelo Presidente da República Federal da Alemanha, Joachim Gauck, com a Cruz Oficial da Ordem de Mérito da RFA.
Tornou-se novamente Deputado à Assembleia da República a partir de outubro de 2019. Foi membro do Conselho de Estado entre 2019 e 2022, eleito pela Assembleia da República, em representação do PSD.
Na qualidade de líder da oposição, Rui Rio foi o candidato do PSD a Primeiro-Ministro nas eleições legislativas de 2019 e nas de 2022.
A 12 de setembro de 2022, cessou as suas funções enquanto deputado, declarando encerrada uma etapa da sua vida.
Em 2025 é o mandatário da candidatura de Gouveia e Melo à presidência da república.

### Liderança doPSD
Rui Rio anunciou a sua candidatura à liderança do PSD a 11 de outubro de 2017, em Aveiro. Nas eleições diretas do partido, marcadas para 13 de janeiro de 2018, defrontou o ex-primeiro-ministro Pedro Santana Lopes, tendo saído vitorioso com 54,37% dos votos dos militantes do PSD. Tomou posse no 37º congresso do PSD, realizado em Lisboa, de 16 a 18 de fevereiro de 2018.
Em 2020, Rui Rio recandidatou-se a Presidente do PSD, concorrendo, numa primeira volta que teve lugar a 11 de janeiro, contra Luís Montenegro e Miguel Pinto Luz, tendo reunido 15 546 votos num universo de 32 082 votantes. A segunda volta, que decorreu no dia 18 de janeiro, deu o segundo mandato a Rui Rio, com 17 157 contra os 15 086 de Luís Montenegro, num universo de 32 582 votantes. O reeleito Presidente do PSD tomou posse no 38.º Congresso, realizado em Viana do Castelo, de 7 a 9 de fevereiro de 2020. 
A 27 de novembro de 2021, foi novamente reeleito Presidente do PSD, conquistando 18 852 votos, contra Paulo Rangel, que recolheu 17 106 votos. Tomou posse a 17 de dezembro de 2021, no 39.º Congresso Nacional do Partido, que decorreu em Santa Maria da Feira, sob o lema "Novos Horizontes para Portugal".
Após as eleições legislativas de 2022, cessou funções a 1 de julho de 2022 após um mau resultado eleitoral do PSD. Foi sucedido por Luís Montenegro.

## Condecorações[2][16][12]
- Grã-Cruz da Ordem do Mérito da República da Hungria (10 de dezembro de 2003)
- Grande Condecoração de Honra em Ouro da Condecoração de Honra por Serviços à República da Áustria (18 de abril de 2005)
- Primeira Classe da Ordem da Estrela Branca da Estónia (20 de fevereiro de 2006)
- Grã-Cruz da Ordem do Infante D. Henrique de Portugal (9 de junho de 2006) pelo Presidente da República, Aníbal Cavaco Silva[17]
- Grã-Cruz da Ordem do Mérito Real da Noruega (25 de setembro de 2009)
- Cavaleiro de Grã-Cruz da Pontifícia Ordem Equestre de São Gregório Magno do Vaticano ou da Santa Sé (3 de setembro de 2010) por Sua Santidade, o Papa Bento XVI[18]
- Comendador da Ordem do Mérito da Polónia (16 de julho de 2012)
- Cruz do Mérito de Primeira Classe da Ordem do Mérito da República Federal da Alemanha (30 de agosto de 2013) pelo Presidente da República da Alemanha, Joachim Gauck[19]
- Medalha de Honra da Cidade do Porto, atribuída pela Câmara Municipal do Porto (9 de julho de 2014)[20]
- Medalha de Mérito da Protecção e Socorro, atribuída pelo Ministério da Administração Interna - MAI (12 de agosto de 2014)[21]

## Resultados eleitorais

### Eleições legislativas
| Data | Partido      | Partido | Circulo eleitoral | Posição      | Cl.     | Votos        | %            | +/-    | Status                                                               | Notas |
| ---- | ------------ | ------- | ----------------- | ------------ | ------- | ------------ | ------------ | ------ | -------------------------------------------------------------------- | ----- |
| 1991 |              | PSD     | Porto             | 16.º (em 37) | 1.º     | 489,247      | 51,3 / 100,0 |        | Eleito                                                               |       |
| 1995 | 10.º (em 37) | PSD     | Porto             | 2.º          | 364,019 | 36,4 / 100,0 | 14,9         | Eleito |                                                                      |       |
| 1999 | 7.º (em 37)  | PSD     | Porto             | 2.º          | 298,910 | 32,7 / 100,0 | 3,7          | Eleito |                                                                      |       |
| 2019 | 2.º (em 40)  | PSD     | Porto             | 2.º          | 291,183 | 31,2 / 100,0 | 3,2          | Eleito | Líder da Oposição Presidente do Partido Social Democrata (2018-2022) |       |
| 2022 | 2.º (em 40)  | PSD     | Porto             | 2.º          | 318,343 | 32,3 / 100,0 | 1,1          | Eleito | Líder da Oposição Presidente do Partido Social Democrata (2018-2022) |       |

### Eleições autárquicas

#### Câmaras Municipais
| Data | Partido     | Partido        | Concelho | Posição     | Cl.    | Votos        | %            | +/-    | Status | Notas                                   |
| ---- | ----------- | -------------- | -------- | ----------- | ------ | ------------ | ------------ | ------ | ------ | --------------------------------------- |
| 2001 |             | PPD/PSD-CDS–PP | Porto    | 1.º (em 13) | 1.º    | 50,724       | 42,8 / 100,0 |        | Eleito | Presidente da Câmara Municipal do Porto |
| 2005 | 1.º (em 13) | PPD/PSD-CDS–PP | Porto    | 1.º         | 63,430 | 46,2 / 100,0 | 3,4          | Eleito |        | Presidente da Câmara Municipal do Porto |
| 2009 | 1.º (em 13) | PPD/PSD-CDS–PP | Porto    | 1.º         | 62,507 | 47,5 / 100,0 | 1,3          | Eleito |        | Presidente da Câmara Municipal do Porto |

### Eleições diretas do Partido Social Democrata
| Data | 1.ª Volta | 1.ª Volta | 1.ª Volta    | 1.ª Volta | 2.ª Volta | 2.ª Volta | 2.ª Volta    | 2.ª Volta | Status |
| Data | Cl.       | Votos     | %            | +/-       | Cl.       | Votos     | %            | +/-       | Status |
| ---- | --------- | --------- | ------------ | --------- | --------- | --------- | ------------ | --------- | ------ |
| 2018 | 1.º       | 22,728    | 53,3 / 100,0 |           |           |           |              |           | Eleito |
| 2020 | 1.º       | 15,546    | 48,5 / 100,0 | 4,8       | 1.º       | 17,157    | 52,7 / 100,0 | 4,2       | Eleito |
| 2021 | 1.º       | 18,852    | 52,4 / 100,0 | 0,3       |           |           |              |           | Eleito |